# Arille Carlier
Arille Carlier (* 26. September 1887 in Monceau-sur-Sambre, Charleroi; † 17. Mai 1963 in Charleroi) war ein belgischer Politiker und Lexikograf.

## Leben
Carlier besuchte das Gymnasium in Charleroi. Er studierte Jura und war von 1911 bis 1914 Mitarbeiter von Jules Destrée. Er engagierte sich im Flämisch-wallonischen Konflikt, war ab 1912 Abgeordneter in der Assemblée wallonne, einem informellen Parlament,  und gründete Vereine, namentlich 1938 (mit anderen) die Société historique pour la Défense et l’Illustration de la Wallonie, aus der 1960 das Institut Jules-Destrée hervorging.
1941 wurde er von den deutschen Besatzern als Widerstandskämpfer festgenommen und blieb bis August 1943 in deutschen Gefängnissen, zuletzt in Diez.
Carlier hinterließ das umfangreiche Manuskript eines Wörterbuchs des Wallonischen von Charleroi, das von Willy Bal in drei Bänden herausgegeben wurde.

## Werke
- Glossaire de Marche-lez-Écaussinnes, in: Bulletin of the Société liégeoise de littérature wallonne 55, 1914, S. 347–414
- Dictionnaire de l’Ouest-wallon, hrsg. von Willy Bal, 3 Bde., Charleroi 1985–1991